# 6-tert-Butylazulen
Das 6-tert-Butylazulen ist ein Derivat des Azulens.
Es wurde von Thomas Pesel erstmals 1996 aus dem 4-tert-Butylpyridin via Ziegler-Hafner-Synthese hergestellt. Der Ausgangsstoff wird dabei in 2,4-Dinitrochlorbenzol gelöst und mit Dimethylamin behandelt. Danach erfolgt Reaktion mit Cyclopentadien und der äquivalenten Menge Natrium.
Der gewählte Reaktionsweg sollte der Literatur entsprechend eigentlich das 4-tert-Butylazulen bilden, wobei die sterische Hinderung durch die tert-Butylgruppe mit dem Fünfring des Azulensystems die Bildung erschweren sollte. Mit den Ende der 1990er-Jahre zur Verfügung stehenden analytischen Methoden wie der zweidimensionale NMR-Spektroskopie konnte ein über 30 Jahre alter Irrtum aufgeklärt werden.